# Église Saint-Cibard de Coutures
L'église Saint-Cibard est une église catholique située dans la commune de Coutures, dans le département de la Gironde, en France.

## Localisation
L'église est située au cœur du bourg à environ 250 mètres au sud de la route départementale D15.

## Historique
L'édifice est inscrit au titre des monuments historiques par arrêté du 21 décembre 1925.

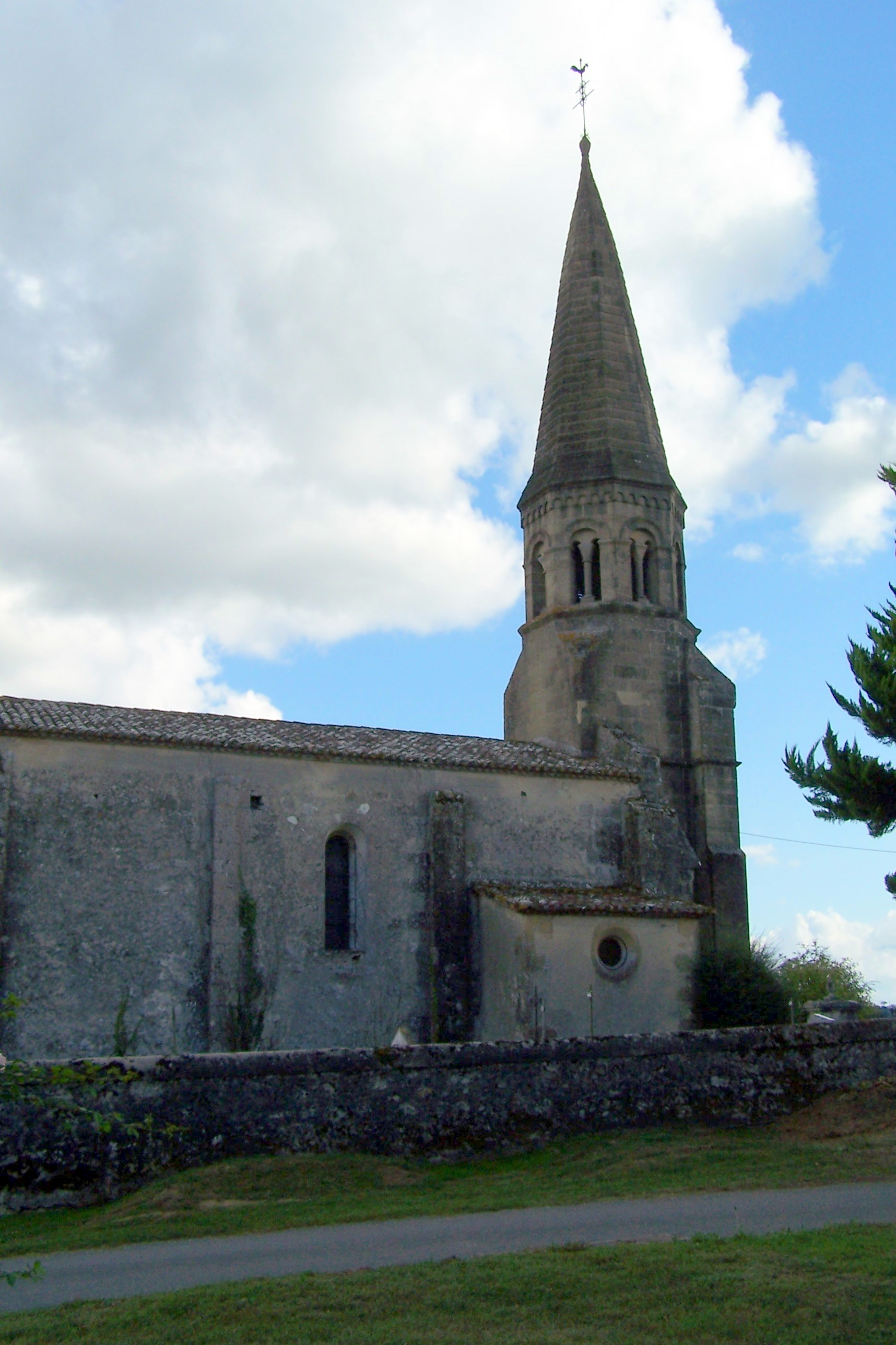
Façade nord de l'église (août 2011)
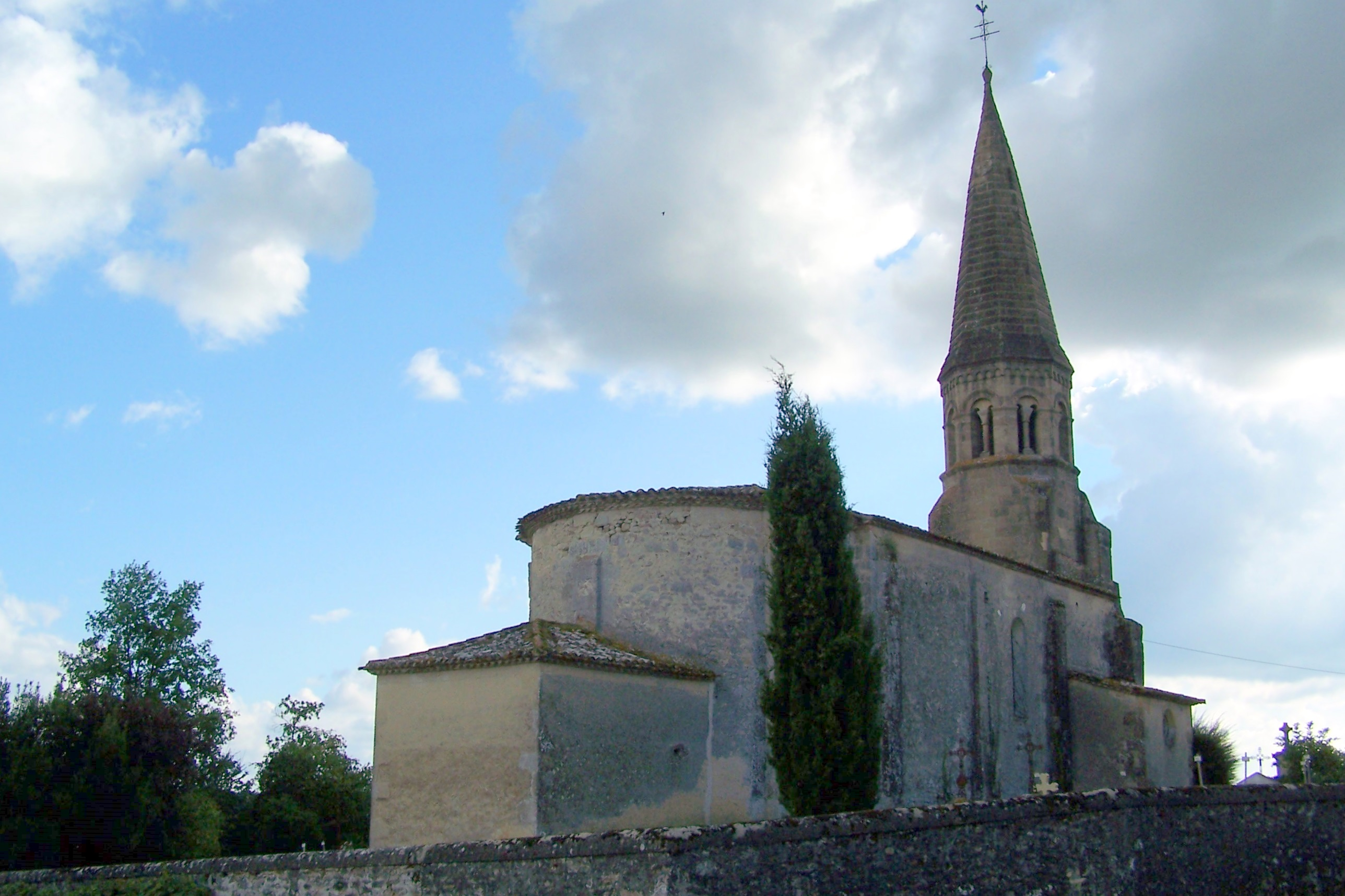
Vue d'ensemble de l'église et de son chevet (août 2011)
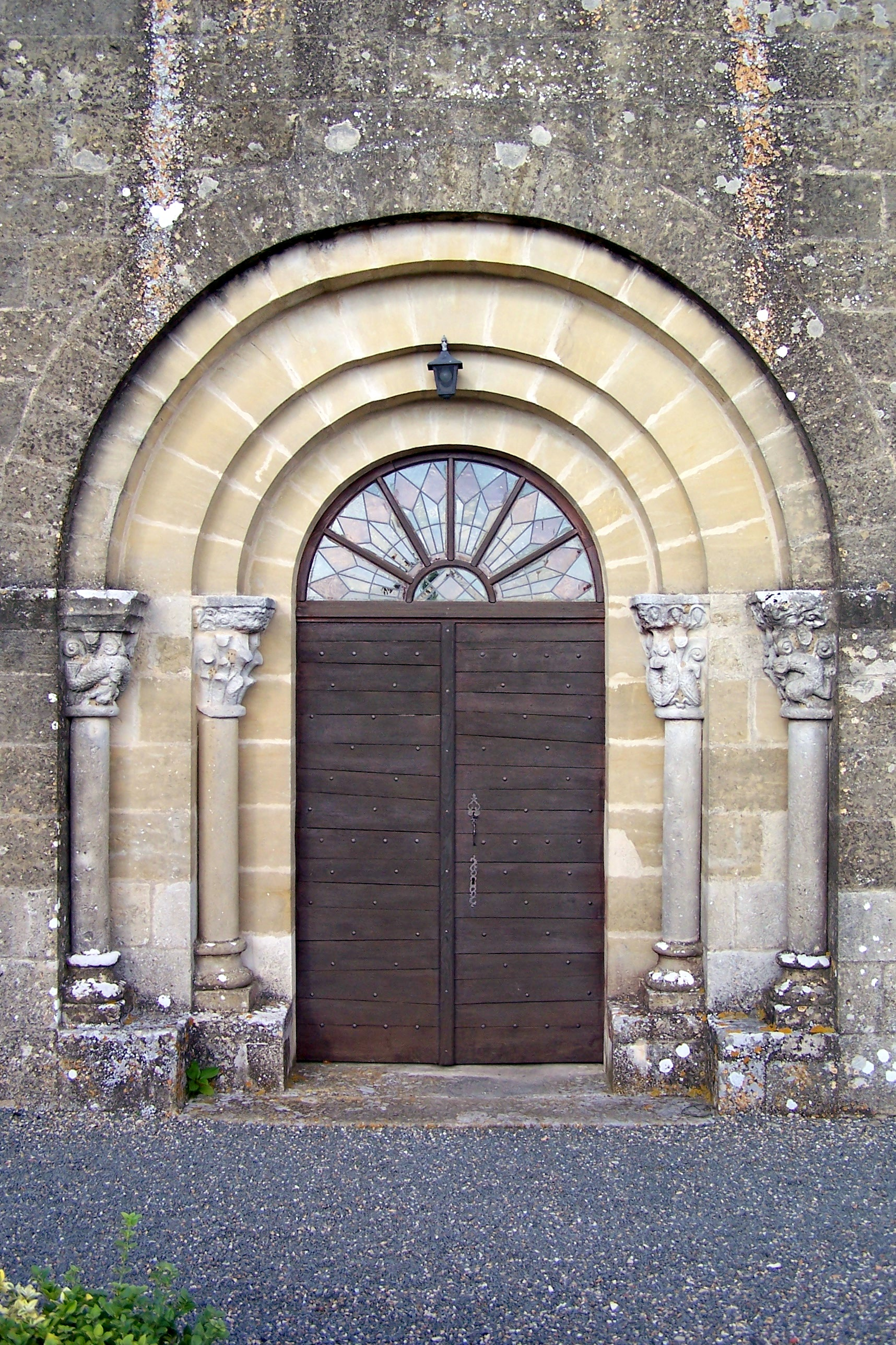
Le portail à l'ouest (août 2011)